# Стэнли, Томас, 2-й граф Дерби
Томас Стэнли (англ. Thomas Stanley, ок. 1477 — 23 мая 1521, Миддлсекс, Англия), 2-й граф Дерби и 1-й лорд Мэна — английский аристократ, являвшийся помимо этого правителем острова Мэн, первый принявший вместо титула короля Мэна звание лорда Мэна.

## Биография
Дата рождения Томаса Стэнли определяется условно около 1477 года, однако в 1484—1485 годах он уже упоминается в документах. Томас появился на свет в семье Джорджа Стэнли, барона Стрейнджа по праву жены (jure uxoris), сына Томаса Стэнли, первого графа Стэнли, и его супруги Джоан ле Стрейндж, 9-й баронессы Стрейндж. В 1504 году оставшийся к тому моменту без отца Томас Стэнли унаследовал титулы деда — графа Дерби и короля Мэна, а в 1514 по смерти матери и её титулы — барона Стрейнджа и Моуна.
Не позднее 1503 года Томас Стэнли женился на Анне Гастингс, дочери Эдуарда Гастингса, 2-го барона Гастингса. Датировка приблизительна, однако известно, что в 1503 году в этом браке родился первенец Джон, умерший во младенчестве. Кроме него супруги оставили после себя сына Эдуарда Стэнли — наследника Томаса, а также дочерей Джейн и Элизабет, некоторые источники указывают ещё четверых детей.
Томас Стэнли, вступив во владение островом Мэн, отказался от королевского титула, заменив его на титул лорда Мэна. Его потомок Джеймс Стэнли, 7-й граф Дерби, писал перед своей казнью сыну, что их предок отрёкся от титула, потому что предпочёл быть «могущественным лордом», нежели «незначительным королём», однако, по всей видимости, это лишь семейное предание, а изменение титула произошло по указанию английской короны.
Вступив в права правителя Мэна, Томас Стэнли в 1505 году «Хартией об Епископстве на острове Мэн» подтвердил Хуану Хискету, бывшему на тот момент епископом Содора, все права и владения жалованные епархии его предками и предшественниками. Примечательно, что эту хартию он ещё подписал Rex Manniæ, то есть «король Мэна».
О его деятельности в качестве государственного деятеля известно немногое. В частности, мэнская традиционная баллада Mannanan Beg Mac y Leirr сообщает, что Томас Стэнли воевал в графстве Кирккайдбрайтшир в восточном Галлоуэе в южной Шотландии, весьма сильно разорил эти земли, а затем в 1507 году удалился в свой дом в Дерби. Томас Стэнли присутствовал в качестве гаранта при заключении ранней помолвки Марии Тюдор с Карлом Кастильским, будущим императором Священной Римской империи. В 1513 году в качестве наперсника Генриха VIII отличился во французском походе при взятии Теруанна и Туре. На встрече императора Карла и Генриха VIII в 1521 году в Кентербери Томас Стэнли ехал на коне между монархами, неся государственный меч. Он был одним из двух пэров, председательствовавших на судебном процессе над герцогом Бекингемом в 1521 году. В этом же году второй граф Дерби умер в своём имении Колхем в графстве Миддлсекс и был похоронен в усыпальнице монастыря Сион.